# Wind River – Gyilkos nyomon
A Wind River – Gyilkos nyomon (eredeti cím: Wind River) 2017-ben bemutatott amerikai neo-western bűnügyi film, melyet Taylor Sheridan írt és rendezett. A főbb szerepekben Jeremy Renner, Elizabeth Olsen, Kelsey Asbille, Jon Bernthal és James Jordan látható. A film címe a Wind River Indiánrezervátumra utal.

## Cselekmény
A téli időszak során az hivatalánál vadőrként dolgozó 
Cory Lambert felfedezi a 18 éves Natalie Hanson holttestét, melyen sem megfelelő téli öltözet, sem cipő nem található, ugyanakkor öltözéke vérfoltos. A Szövetségi Nyomozóiroda különleges ügynöke, Jane Banner érkezik a helyszínre az ügy kivizsgálása céljából. A következő napon Jane megtudja Natalie apjától, hogy lánya egy új fiúval randizott, de annak sem a nevét, sem a hollétét nem árulta el neki a lánya. A boncolás során megállapítják, hogy a halál beálltát a nagy hidegben kialakult tüdővérzés miatti fulladás okozta. Valamint azt, hogy a lányt halála előtt megerőszakolták. Ugyanakkor a halottkém nem igazolhatja az esetet gyilkosságként.
Cory kideríti, hogy a lány barátját Mattnek hívják és a közeli olaj fúrótoronynál biztonsági őrként dolgozik. A következő napon egy férfi holttestet találnak az erdőben, melyet a ragadozók már megcsonkítottak. Kiderül, hogy Matt Rayburn holtteste az. Cory ezt követően mesél Jane-nek arról, hogy a lánya hogyan halt meg három évvel korábban. A lányának holttestét a hóban találták meg egy házibuli után, míg ő és felesége a városban voltak. A történet annyira megrázza a fiatal Jane-t, hogy el kell vonulnia a mosdóba, hogy össze bírja szedni magát.
Jane több hivatalos személy kíséretében felkeresi az olajlelőhely személyzetének otthont adó lakókocsi parkot. Ott találkoznak a biztonsági őrök egy csoportjával, akik azt állítják, hogy napok óta nem látták Mattet. Egyszer csak elkezdik észre venni a helyi közbiztonsági szerv tagjai, hogy az olajlelőhely biztonsági szolgálata körbe veszi őket. A nagy fegyverkezésnek Jane vet véget, mert ezen a területen csak neki van joghatósága. Eközben Cory rájön az eset valódi okára és megpróbál odatelefonálni, de már késő, a lakókocsin át Jane-t meglövik. Mindenki fegyvert ránt és szitává lővi a többit. Cory lelővi a talpon maradt embereket majd Jane segítségére rohan. Hazaviszi, hogy elálítsa vérzését. Jane elkéri az adóvevőjét, hogy segítséget hívjon és ráparancsol, hogy keresse meg a gyilkost. Cory megtalálta Pete-et, aki már igen csak a végét járta, leveszi bakancsát és ráveszi, hogy színt valljon. Ezután futni hagyja, de nem jut el sokáig, mert szétrobban a tüdeje. Jane kórházba kerül ahol Cory meglátogatja és egy plüs aligátor visz neki.

## Szereplők
| Szerep               | Színész                | Magyar hang      |
| -------------------- | ---------------------- | ---------------- |
| Cory Lambert         | Jeremy Renner          | Stohl András     |
| Jane Banner          | Elizabeth Olsen        | Szilágyi Csenge  |
| Ben Shoyo            | Graham Greene          | Papp János       |
| Natalie Hanson       | Kelsey Chow            | Dobó Enikő       |
| Martin Hanson        | Gil Birmingham         | Borbiczki Ferenc |
| Wilma Lambert        | Julia Jones            | Homonnai Kata    |
| Chip Hanson          | Martin Sensmeier       | Orosz Ákos       |
| Annie Hanson         | Althea Sam             |                  |
| Casey Lambert        | Teo Briones            | Tóth Márk        |
| Dan Crowheart        | Apesanahkwat           | Szélyes Imre     |
| Alice Crowheart      | Tantoo Cardinal        | Nyakó Júlia      |
| Matt Rayburn         | Jon Bernthal           | Pál András       |
| Pete Mickens         | James Jordan           | Géczi Zoltán     |
| Curtis               | Hugh Dillon            | Kardos Róbert    |
| Dillon               | Matthew Del Negro      | Makranczi Zalán  |
| Tim                  | Blake Robbins          |                  |
| Carl                 | Austin Grant           | Keresztény Tamás |
| Evan                 | Ian Bohen              | Welker Gábor     |
| Dr. Randy Whitehurst | Eric Lange             | Hannus Zoltán    |
| Frank Walker         | Tyler Laracca          | Fehér Dániel     |
| Sam Littlefeather    | Gerald Tokala Clifford | Formán Bálint    |